# Michael Blackwood
Michael Blackwood (Clarendon, 29 agosto 1976) è un ex velocista giamaicano.

## Palmarès
| Anno | Manifestazione          | Sede        | Evento      | Risultato | Prestazione | Note             |
| ---- | ----------------------- | ----------- | ----------- | --------- | ----------- | ---------------- |
| 2000 | Giochi olimpici         | Sydney      | 4×400 m     | Argento   | 2'58"78     |                  |
| 2001 | Mondiali indoor         | Lisbona     | 4×400 m     | Bronzo    | 3'05"45     |                  |
| 2001 | Mondiali                | Edmonton    | 4×400 m     | Argento   | 2'58"39     |                  |
| 2002 | Giochi del Commonwealth | Manchester  | 400 m piani | Oro       | 45"07       |                  |
| 2002 | Giochi del Commonwealth | Manchester  | 4×400 m     | Finale    | dnf         |                  |
| 2003 | Mondiali indoor         | Birmingham  | 4×400 m     | Oro       | 3'04"21     | Record nazionale |
| 2003 | Mondiali                | Saint-Denis | 400 m piani | Bronzo    | 44"80       |                  |
| 2003 | Mondiali                | Saint-Denis | 4×400 m     | Argento   | 2'59"60     |                  |
| 2004 | Giochi olimpici         | Atene       | 400 m piani | 8º        | 45"55       |                  |
| 2004 | Giochi olimpici         | Atene       | 4×400 m     | Batteria  | dq          |                  |
| 2005 | Mondiali                | Helsinki    | 4×400 m     | Bronzo    | 2'58"07     |                  |
| 2007 | Mondiali                | Osaka       | 4×400 m     | 4º        | 3'00"76     |                  |
| 2008 | Mondiali indoor         | Valencia    | 4×400 m     | Argento   | 3'07"69     |                  |
| 2008 | Giochi olimpici         | Pechino     | 4×400 m     | 7º        | 3'01"45     |                  |